# 齐提萨克·帕通布拉纳
齐提萨克·帕通布拉纳（1994年4月15日—），又名杰克·齐提萨克，昵称杰克，是泰国男演员、歌手（男中音）兼模特儿。代表作有《幸福爱相随》、《痞客青春》、《鬼眼日记》、《绝境岛》、《拥抱幸福，拥抱爱》、《INSTINCT》等。

## 影视作品

### 网络剧
- 2019年：《绝境岛》 饰演 Ice